# Marcelo Herrera (calciatore 1966)
Marcelo Hugo Herrera (San Salvador de Jujuy, 5 ottobre 1966) è un allenatore di calcio ed ex calciatore argentino, centrocampista, tecnico delle giovanili della Costa Rica.

## Palmarès

### Giocatore

#### Competizioni nazionali
- Campionato argentino: 2

Vélez: 1995 (A), 1995 (C)

#### Competizioni internazionali
- Coppa Intercontinentale: 1

Vélez: 1994
- Recopa Sudamericana: 1

Vélez: 1996
- Supercoppa Sudamericana: 1

Vélez: 1996